# Laja (Petschora)
Die Laja (russisch Лая) ist ein rechter Nebenfluss der Petschora in der Republik Komi und im Autonomen Kreis der Nenzen in Nordwestrussland.
Die 332 km lange Laja hat ihren Ursprung im Lajato-See in der Bolschesemelskaja-Tundra im Autonomen Kreis der Nenzen. Sie fließt in überwiegend südlicher Richtung in die Republik Komi. Sie nimmt dabei ihren wichtigsten Nebenfluss, die Jurjacha, von rechts auf. Schließlich trifft sie auf die nach Westen fließende Petschora. Die Laja entwässert ein Gebiet von 9530 km². Sie ist zwischen Oktober und Mai von einer Eisschicht bedeckt. Das Frühjahrshochwasser im Mai und im Juni machen einen Großteil der jährlichen Abflussmenge aus. Der mittlere Abfluss am Pegel Mischwan, 171 km oberhalb der Mündung, beträgt 50 m³/s.